# Lionel Logue

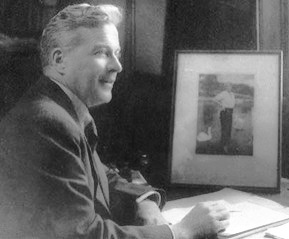
Lionel Logue (1930)

Lionel George Logue, CVO (* 26. Februar 1880 in Adelaide, Südaustralien; † 12. April 1953 in London) war ein australischer Sprachtherapeut. Logue wurde dadurch bekannt, dass er den stotternden britischen König Georg VI. erfolgreich therapierte.

## Frühes Leben
Lionel Logue wurde 1880 als erstes von vier Kindern von George Edward Logue und seiner Ehefrau Lavinia Rankin in der südaustralischen Metropole Adelaide geboren. Logues Vater arbeitete anfangs in der 1850 von Lionel Logues irischstämmigen Großvater gegründeten Brauerei als Buchhalter und leitete nach deren Fusion mit der South Australian Brewing Company 1868 das Burnside Hotel und das Elephant and Castle Hotel.
Zwischen 1889 und 1896 besuchte Lionel Logue das Prince Alfred College. Danach nahm er bei Edward Reeves einen Lehrgang in Vortragskunst und wurde Reeves Sekretär und Assistent. 1902 studierte Logue Musik an der Universität von Adelaides Elder Conservatorium.
Später ging er nach Westaustralien und war zeitweilig Goldgräber in Kalgoorlie.

## Berufliche Laufbahn
Lionel Logues berufliche Laufbahn begann in der westaustralischen Hauptstadt Perth. Neben Unterricht in Vortragskunst, Schauspiel und Freier Rede führte er öffentliche Rezitationsveranstaltungen durch und gründete einen Club für Öffentliche Rede. Seine Teilzeitarbeit führte ihn an zahlreiche Schulen und Institutionen wie den YMCA, das Methodist Ladies College und den Lorete Convent. 1911 begab er sich auf Weltreise, um Methoden der Sprachtherapie zu studieren. Bei der Behandlung von Kriegsveteranen des Ersten Weltkriegs, die infolge des Erlebten als Kriegszitterer auch an Sprachstörungen litten, erzielte er Erfolge. Zusätzlich zu körperlichen Übungen, die die Atmung der Patienten beeinflusste, legte Logue bei seiner Behandlung Wert auf eine Therapie, die Humor, Geduld und eine zwischenmenschliche Sympathie umfasste.
1924 zog Lionel Logue mit Frau und drei Kindern nach England, angeblich um Urlaub zu machen. In Wahrheit nahm er Stellen an Schulen im Raum London an, an denen er Sprachstörungen behandelte. 1926 eröffnete er in der Harley Street in London eine Praxis für Sprachtherapie. Logue verlangte von wohlhabenden Klienten angemessene Honorare und behandelte auf der anderen Seite finanziell bedürftige Patienten kostenfrei. Hier suchte ihn 1926 Prinz Albert, Herzog von York, jüngerer Sohn des regierenden englischen Königs Georg V., auf, um sich wegen seines Stotterns behandeln zu lassen. 1935 wurde Logue Mitbegründer der Britischen Gesellschaft für Sprachtherapien und 1944 Mitbegründer des College of Speech Therapists.

## Behandlung von König Georg VI.
Auch als nachgeborener Sohn des Königs hatte Prinz Albert, Herzog von York, öffentliche Aufgaben zu übernehmen. Der Herzog litt unter panischer Angst vor öffentlichen Ansprachen, da er stotterte. Seine Abschlussrede bei der British Empire Exhibition in Wembley am 31. Oktober 1925 war ein Desaster. Diese Erfahrung veranlasste Albert, seine Sprechstörung professionell behandeln zu lassen, und er bat Lionel Logue um Hilfe. Logue, der bei seinen Fachkollegen als „Quacksalber“ galt, diagnostizierte beim Herzog von York eine schlechte Koordination von Kehlkopf und Zwerchfell und verschrieb ihm eine tägliche Übungsstunde. Mit diesen therapeutischen Maßnahmen kam der Herzog tatsächlich zur Ruhe und er gewann Vertrauen in seine Sprachfertigkeiten. Bereits 1927 hielt Albert die Eröffnungsrede des Australischen Parlaments in Canberra, ohne auch nur einmal zu stottern. Logue und Albert arbeiteten auch in den nächsten zwei Jahrzehnten zusammen. Bei Alberts Krönungsrede als englischer König Georg VI. und bei den Radioansprachen des Königs anlässlich des Zweiten Weltkriegs, in denen er seinem Volk Mut zusprach, stand ihm Logue zur Seite. Die beiden Männer verband eine lebenslange Freundschaft. Zum Dank für seine Hilfe verlieh König Georg VI. Lionel Logue die Mitgliedschaft im Royal Victorian Order. Am 11. Mai 1937 wurde er Mitglied (MVO) des Ordens und 1944 zum Commander (CVO) ernannt.

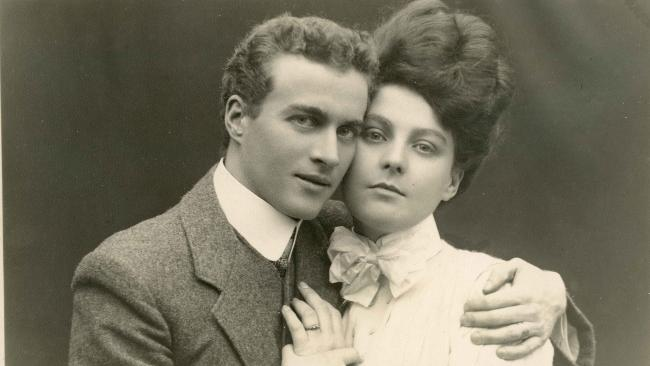
Lionel Logue mit seiner Verlobten Myrtle Gruenert, 1906

## Privatleben
Am 20. März 1907 heiratete Lionel Logue die 21-jährige Myrtle Gruenert in der St. George’s Anglican Cathedral in Perth. Der Ehe entstammen die drei Söhne Anthony, Laurie und Valentine Logue. Logue war für die Zeit seines Berufslebens Christlicher Wissenschaftler.
Lionel Logue war seit 1908 ein Mitglied im Bund der Freimaurer. 1919 wurde er zum Logenmeister der J.D. Stevenson St. George’s Lodge No. 6 in Australien gewählt.
Nach dem Tod seiner Ehefrau 1945 zeigte er ein verstärktes Interesse an Spiritismus.

## Verfilmung und Romane
- Der Enkel von Lionel Logue, Mark, schrieb mit Peter Conradi ein Buch über die Beziehung seines Großvaters zum Herzog von York, dem späteren König Georg VI., mit dem Titel The King's Speech: How One Man Saved the British Monarchy.
- Trevor Littledale verarbeitete die Beziehung Logues zu Georg VI. 2008 in dem Hörfunkbeitrag A King's Speech.
- Die Sprachtherapie von König Georg VI. ist Thema des 2011 mit vier Oscars ausgezeichneten britischen Filmdramas The King’s Speech. Die Rolle des Königs spielt Colin Firth, Lionel Logue wird von dem australischen Schauspieler Geoffrey Rush verkörpert. Insgesamt war der Film für zwölf Oscars nominiert.